# Nsimbala dikuta
Nsimbala dikuta är en insektsart som beskrevs av Irena Dworakowska 1974. Nsimbala dikuta ingår i släktet Nsimbala och familjen dvärgstritar. Inga underarter finns listade i Catalogue of Life.